# Rickettsia typhi
La Rickettsia typhi (in precedenza denominata Rickettsia mooseri) è un batterio Gram negativo, intracellulare, agente eziologico del tifo murino.